# 서재필박사 본가지
서재필박사 본가지는 대한민국 충청남도 논산시 연무읍에 있는 문화재이다. 2007년 12월 18일 논산시의 향토문화유산 제36호로 지정되었다.

## 개요
충청남도 은진군 구자곡면 화석리(현 충청남도 논산시 연무읍 금곡리)로 부모 형제와 친척이 모두 여러 대에 걸쳐 이곳에서 살아왔다. 서재필의 자서전에 「어렸을 때 6~7년가량 살았다」하였고 「이 곳이 우리 할아버지 때부터 살던 나의 고향이다」라고 말하고 있다.

## 같이 보기
- 서재필